# 14才の地図
『14才の地図』（じゅうよんさいのちず）は、日本のシンガーソングライターである尾崎豊のコンピレーション・アルバム。ジャケットには『ASAKADAN / FOURTEEN'S MAP』（あさかだん - フォーティーンズ・マップ）とも記載されている。
1998年2月10日にクリエイトジャパンからCDにてリリースされた。本作は尾崎がメジャー・デビュー前に結成したバンド「ASAKADAN」によるアンプラグド・ライブを収録している。収録曲はすべてカセットテープからの音源になっている。本作収録曲である「果てしない旅」は、アルバムによって「風にうたえば」と「果てしない旅」のどちらかのタイトルが使用されており、同一の曲でありながらタイトルが2種類ある状態となっている。本作を含めた未発表音源作品に関して、尾崎の所属事務所であるアイソトープやファンクラブにおいて公式の作品とされていない。

## 収録曲
1曲目から5曲目まではカバー、6および7曲目はオリジナル曲で構成されている。
| #         | タイトル         | 作詞       | 作曲       | オリジナルアーティスト | 時間  |
| --------- | ---------------- | ---------- | ---------- | ---------------------- | ----- |
| 1.        | 「SYさん」       | 因幡晃     | 因幡晃     | 因幡晃                 | 4:18  |
| 2.        | 「雨やどり」     | さだまさし | さだまさし | さだまさし             | 4:25  |
| 3.        | 「嫌んなった」   | 沖てる夫   | 憂歌団     | 憂歌団                 | 2:34  |
| 4.        | 「夏祭り」       | 井上陽水   | 井上陽水   | 井上陽水               | 4:34  |
| 5.        | 「縁切り寺」     | さだまさし | さだまさし | さだまさし             | 4:16  |
| 6.        | 「流れにそって」 | ASAKADAN   | ASAKADAN   | ASAKADAN               | 2:53  |
| 7.        | 「果てしない旅」 | ASAKADAN   | ASAKADAN   | ASAKADAN               | 6:55  |
| 合計時間: | 合計時間:        | 合計時間:  | 合計時間:  | 合計時間:              | 29:55 |